# Habenaria roxburghii
Habenaria roxburghii là một loài thực vật có hoa trong họ Lan. Loài này được Nicolson mô tả khoa học đầu tiên năm 1976.

## Hình ảnh

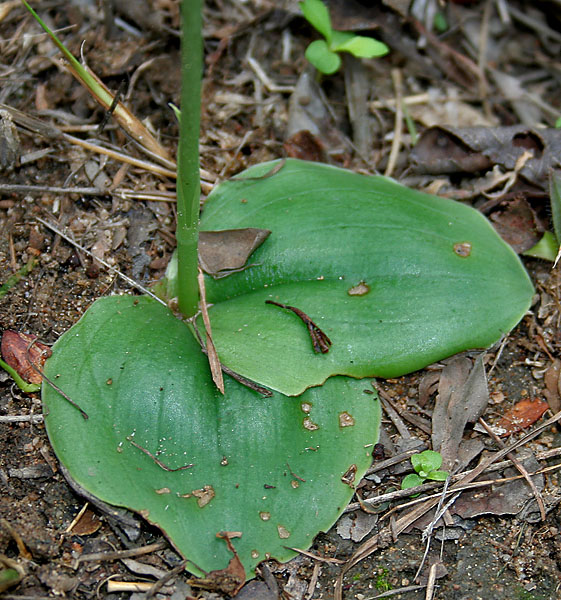